# Letoon
Das Letoon (altgriech.: Λητώον - Lētōon) war das antike Heiligtum der nahe gelegenen Stadt Xanthos und des Lykischen Bundes. Über acht Jahrhunderte wurden hier bis in die Spätantike Leto, Artemis und Apollon verehrt. Die Ruinen der Tempel und anderen Bauten gehören gemeinsam mit den Überresten von Xanthos seit 1988 zum Weltkulturerbe (Welterbe, UNESCO). Die beiden Stätten in Lykien (Kleinasien, Türkei) liegen rund 35 km südöstlich von Fethiye im Landkreis Kaş der Provinz Antalya.

## Geschichte
Keramikfunde aus dem 8. Jahrhundert v. Chr. belegen die frühe Geschichte dieses Ortes. Hier, bei einer Quelle, verehrte man jenen Platz der griechischen Mythologie, an dem Leto auf der Flucht vor Hera ihre Kinder Artemis und Apollon in Lykien in heiligem Wasser wusch. Die Geschichte des Heiligtums ist eng mit der von Xanthos verbunden, das lange Zeit den Lykischen Bund führte. Alle gemeinsamen kultischen Feiern, Theateraufführungen und Wettkämpfe der lykischen Städte fanden hier, im Letoon, statt. Eine mehrfach erweiterte Stoa und ein kleines Theater zeugen davon. Noch in der Zeit Hadrians wurde die heilige Quelle in ein neues, prächtiges Nymphaion (Brunnengebäude) gefasst. Das Stadion wurde bislang nicht gefunden. Zwar entstand in frühchristlicher Zeit noch ein Kloster, doch mit dem Ansturm der Araber im 7. Jahrhundert endet die Besiedlung des Ortes. Seit 1962 finden hier französische Grabungen statt.
Kleiner Exkurs: Ovid zu damals und heute
Ovid weiß der Leto-Sage in seinen Metamorphosen (VI, 340-380) noch ein Detail hinzuzufügen: Zur Strafe verwandelte die Göttin jene Bauern, die sich ihr auf dem Weg zur Quelle in den Weg stellten, in Frösche. An der sumpfigen Lage des Letoons hat sich seit der Antike also augenscheinlich nichts geändert. Auch der Platz der Quelle steht heute wieder unter Wasser, die Grabungen finden teils unter der Wasseroberfläche statt. Selbst die Bauern gibt es noch. Heute versperren aber nur noch ihre Ziegen und getrocknetes Gemüse den Weg durch das Welterbe da und dort.

## Die Tempel und Bauwerke des Letoon

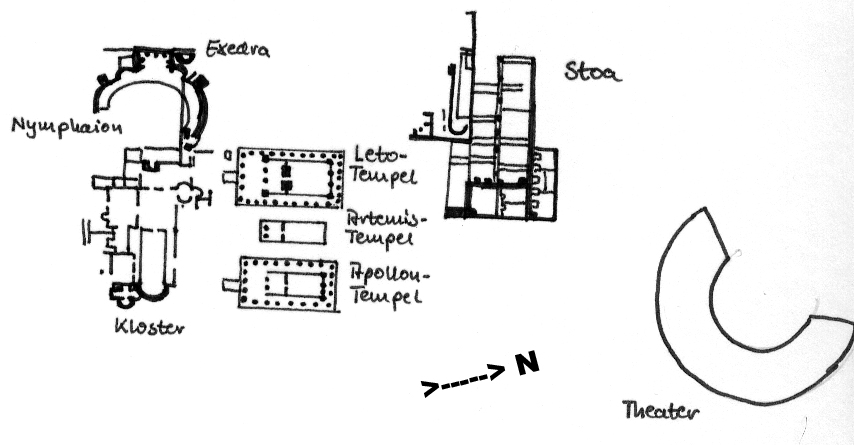
Plan des Letoon

Auf einem kleinen Felsrücken zwischen zwei Sümpfen liegen parallel angeordnet die Fundamente dreier Tempel. Der mittlere Bau aus dem 4. Jahrhundert v. Chr. ist der kleinste und zugleich älteste und war Artemis geweiht. Er schließt in seiner ehemaligen Cella einen offenbar bereits in archaischer Zeit verehrten heiligen Felsbrocken mit ein. Östlich wurde im 2. Jahrhundert v. Chr. der Apollontempel über einem etwa 200 Jahre älteren Vorgängerbau erbaut. Im Westen wurde gegen 160 v. Chr. ein der Leto geweihter Peripteraltempel als größte Anlage errichtet. Alle drei Bauwerke sind stark zerstört.

Exedra des Nymphaions, das die heilige Quelle der mythologischen Überlieferung einschloss

Im unmittelbar südlich anschließenden Sumpfgelände lag die heilige Quelle. Fundamente haben gezeigt, dass hier bereits in archaischer Zeit eine Kultstätte bestand. Heute sind hier die Reste eines prunkvollen Nymphaions aus der römischen Kaiserzeit zu sehen. Das halbrunde gepflasterte Becken mit einem Durchmesser von 27 Metern schließt sich an ein rechteckiges, zurückspringendes Brunnenhaus an. In exakter Achsausrichtung wurde dann auch genau hier, im Zentrum des Kultortes, in frühchristlicher Zeit das Kloster errichtet, das Teile des römischen Baus überdeckt.

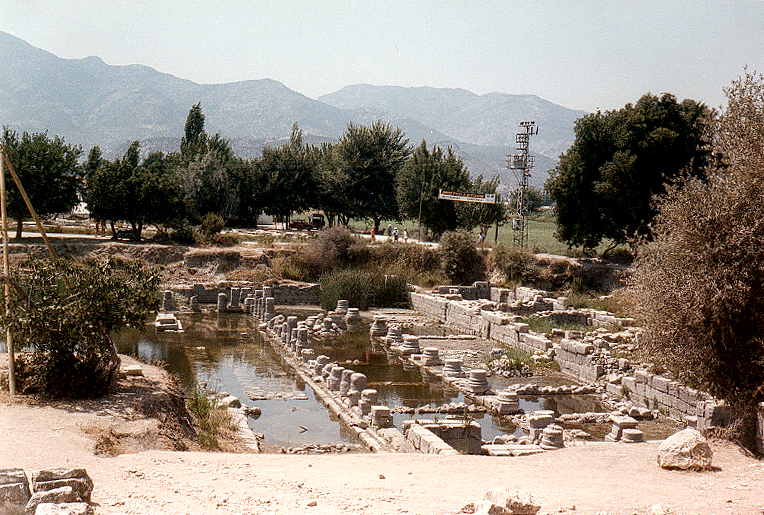
Hellenistische Stoa

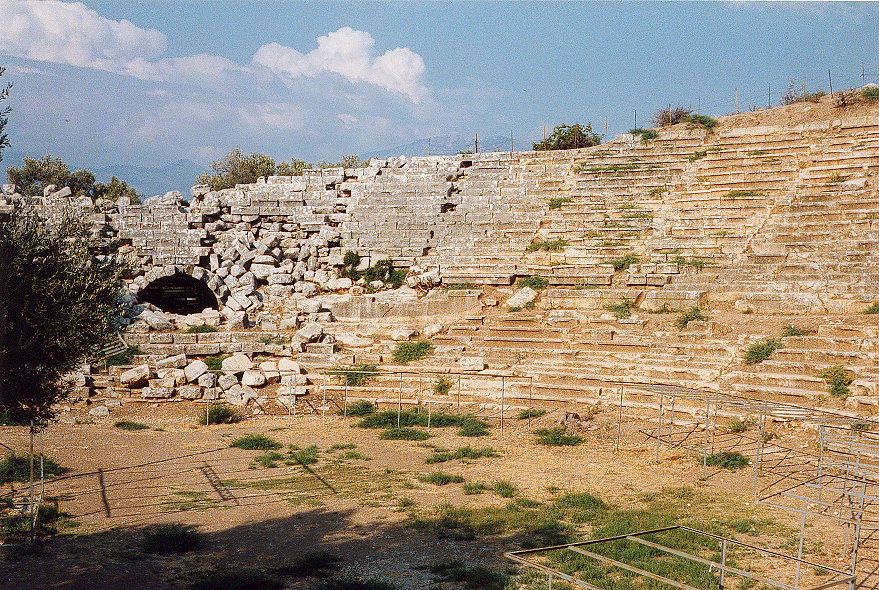
Hellenistisches Theater

Ein dritter Baukomplex befindet sich in der nördlich der Tempel gelegenen Sumpfwiese. Die Stoa wurde ebenfalls in archaischer Zeit angelegt und bis in das 2. Jahrhundert n. Chr. mehrfach erweitert. Das nur wenig entfernte hellenistische Theater, dessen Bühnenhaus nicht mehr erhalten ist, ist größer als ein Halbkreis und teilt mit einem Diazoma (Zwischengang) die Sitzreihen in einen oberen und unteren Rang.

## Die Inschriftenstele
1973 wurde in der Nähe des Apollontempels eine beschriftete Stele gefunden, die Linguisten wie Historiker in ihren Bann zog und sich heute im Museum von Fethiye befindet. Inhaltlich ist sie ein Dekret, das die Einführung eines karischen Götterkultes in Xanthos anordnete. Die Verfügung wurde in drei Sprachen verfasst, in Aramäisch (der lingua franca im Achämenidenreich), Lykisch und Griechisch. Als Verfasser der Inschrift tritt Pixodaros, der Satrap von Karien (und Lykien) in Erscheinung.